# Jardim Guanhembu
Jardim Guanhembu é um bairro da cidade de São Paulo, situado no distrito da Cidade Dutra, na subprefeitura da Capela do Socorro. É vizinho do Jardim Colonial, Jardim Maringá, Parque das Nações  e Jardim Primavera.
O bairro conta com o Parque Guanhembu com uma área de 71.920m².

## História
O terreno que compreende-se por Jardim Guanhembú, foi inicialmente ocupado por alemães, por volta de 1840 quando D. Pedro II doou terras do sul da cidade de São Paulo para a colonização alemã.
A área que compreende o bairro era desde Início uma grande chácara, pertencente a família Diederichsen que foi loteada no início da década de 70. A Chácara Guanhembú (Guanhembú vem do Tupi-Guaraní, e significa Ave vermelha) ganhou seus primeiros moradores por volta dos anos 70, quando seus primeiros lotes foram vendidos.
O loteamento foi realizado por Ernesto George Diederichsen, que era o dono das terras. Seu nome apareceu até o início dos anos 90 nos carnês de IPTU dos moradores do bairro.

## Características
Bairro que abriga o SESC Interlagos, tem seu maior fluxo de pessoas aos finais de semana e feriados, devido a visitação do clube. Tem como característica ser um bairro dormitório, já que boa parte de seus moradores trabalham nas regiões mais próximas ao centro expandido.
A data conhecida como marco inicial da região é dia 27 de novembro. Sua população estimada em 11.000 habitantes.